# Preussen (fullriggare)

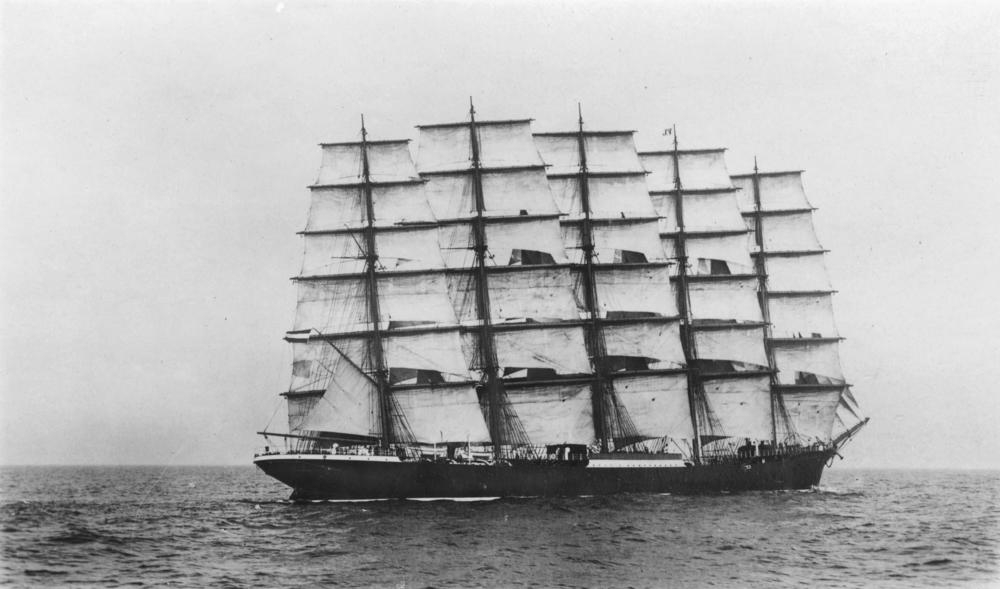
Preussen

Preussen var världens största segelfartyg utan hjälpmaskin och den då enda femmastade fullriggaren till skillnad från, till exempel, France II som var ett barkskepp. Fartyget var byggt i stål i Geestemünde (Bremerhafen) 1902 för salpetertraden på 
"västkusten" vilket då, i sjöfartssammanhang, var synonymt med sydamerikanska västkusten.  
Fartyget tillhörde ett tyskt rederi, vanligen kallat "Flying P. Line", eftersom alla deras fartygsnamn började med bokstaven "P": Pamir, Passat, Padua (numera ryska "Kruzenstjern"), Pommern, Peking, Penang m.fl.
Fartyget blev påseglat i Engelska kanalen den 20 november 1910 av ångaren "Brighton", som missbedömt den för segelfartyg ovanligt höga farten, varvid förseglen havererade och gjorde fartyget delvis manöverodugligt. Då vädret var stabilt avböjde "Preussens" kapten assistans men vinden tilltog och när bogserbåtar anslöt brast bogserkablarna varvid fartyget strandade och blev vrak vid engelska kusten.
Segelskeppet Royal Clipper är inspirerat av Preussen.

## Avbildat på frimärken
Preußen har varit motiv på frimärken från Falklandsöarna, Tyskland, Grenada, Paraguay och Sierra Leone.